# 武藤針五郎

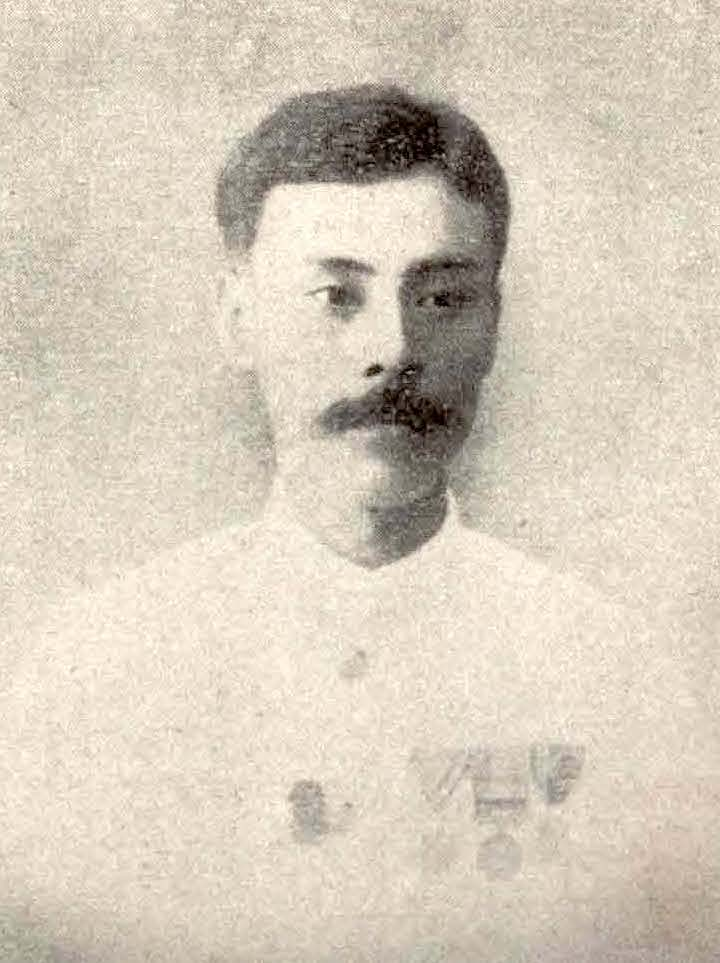
武藤針五郎

武藤針五郎（1870年10月25日—1926年5月5日）為日本政府官員，本籍日本愛知縣幡豆郡。1888年畢業於明治法律學校（現明治大學法學部），於1920年（大正9年）9月1日受台灣總督府派任，於台灣台北地區擔任設市後首屆台北市尹（該官職約等於今台北市市長），1924年（大正13年）12月23日卸任。後轉任臺灣總督府土木局擔任末任局長，任期為1924年（大正13年）12月23日至該年12月25日。1926年5月5日病逝，翌日於三橋町葬儀堂舉行葬禮。
礦物學家、北投石發現者岡本要八郎為其弟，因過繼給三河國士族岡本多丸翁作為養子故改姓岡本。據要八郎之子、貝類學家岡本正豐所言，岡本氏會來台灣教學、研究是受到武藤氏的影響。